# 山口組と北海道同行会の抗争事件
山口組と北海道同行会の抗争事件（やまぐちぐみとほっかいどうどうこうかいのこうそうじけん）は、1980年（昭和55年）5月20日から同年5月21日まで、北海道で起った三代目山口組加茂田組と北海道のテキヤ・博徒組織からなる親睦団体・北海道同行会との暴力団抗争事件。

## 抗争勃発まで
1980年4月21日、北見市の奥州金子一家小林四代目・花田章が奥州金子一家四代目の座を同門の者に譲り、三代目山口組若頭補佐・加茂田重政の舎弟となった。花田章は、札幌市内に、加茂田組北海道支部・花田組の事務所を開くことになった。加茂田組北海道支部の事務所開きは、同年5月21日に行われることに決まった。
5月10日、北海道のテキヤ・博徒組織からなる親睦団体・北海道同行会の臨時執行部会が札幌市の源清田新谷本家二代目・新谷通朗の自宅で開かれた。越路家宗家二代目・本郷清や鍛冶屋宗家二代目・阿波喜作、札幌市内の病院に入院中だった誠友会・石間春夫会長らが出席した。石間春夫は「山口組を北海道には入れない」と主張した。北海道同行会は、加茂田組の北海道入りを阻止することを決定した。
5月18日、北海道同行会は、加茂田組組員が加茂田組北海道支部の事務所開きに出席することを察知したうえで、32団体の組員約800名を千歳空港に動員した。石間春夫は誠友会200名を動員した。
5月20日、北海道警察は警官800人を千歳空港に配置し、厳戒態勢を敷いた。兵庫県警は加茂田組若頭・飯田時麿が加茂田組組員200名を連れて大阪国際空港発全日空771便で千歳空港に向かったとの情報を北海道警察に伝えた。北海道同行会の構成員800名は警官隊によって千歳空港内の駐車場に閉じ込められた。
午前9時55分、飯田時麿ら加茂田組組員200名が千歳空港に到着。警官隊は、加茂田組組員を囲んで、一般客と分離し、第5ゲート裏の中庭に移動させ、ボディチェックを行った。北海道警察捜査4課長が飯田にこのまま大阪に帰るように説得したが、飯田時麿は捜査4課長の説得に応じなかった。加茂田組組員は、4台のバスに分乗し、宿泊予定先だった後志支庁虻田郡留寿都村のリゾートホテル「大和ルスツスキー場・高原ホテル」に向かった。北海道同行会は加茂田組の跡を追おうとしたが、パトカーに阻止された。北海道同行会800名は翌日早朝に「高原ホテル」前に集合することを決め千歳空港から引き揚げ、札幌市内に入った。
5月21日早朝、「高原ホテル」前に北海道同行会加盟組織の組員が集結。8時頃までに「高原ホテル」前に集まった北海道同行会の人数は約800名、「高原ホテル」を取り囲む北海道同行会の車の数は約100台となった。北海道警察は、警官500人と機動隊200人と装甲車13台を「高原ホテル」に動員した。北海道警察は飯田時麿に対し、加茂田組北海道支部の事務所開きを中止を要請し、北海道同行会に対し解散を要請した。
午前10時前、「高原ホテル」から500m離れた北海道警察の検問所で、加茂田組北海道支部花田組組員が機動隊の職務質問を受けた。このとき、高原ホテルにいた加茂田組組員が、ホテルから出ようとした。北海道同行会は、加茂田組組員に対して投石を開始した。加茂田組組員は、「高原ホテル」にあった灰皿や盆を投げ返し反撃しようとした。機動隊が両者の間に割り込み、加茂田組組員を「高原ホテル」内に押し込んだ。北海道警察は、飯田時麿に「札幌市内に入れば、検挙も辞さない。即時大阪に帰るように」と警告した。
午後、飯田時麿は北海道警察の要請を受け入れ、加茂田組北海道支部の事務所開きへの出席を断念した。北海道警察の警備課長は、北海道同行会に「飯田時麿が加茂田組北海道支部の事務所開きへの出席を断念したこと」を伝え、解散を要請した。北海道同行会は「加茂田組が帰阪するのを確認してから、解散する」と返答した。加茂田組は、バスに分乗して、千歳空港に向かった。北海道同行会は、加茂田組のバスを追跡した。
午後6時、飯田時麿ら加茂田組組員は、札幌発大阪行き全日空780便に乗って帰阪した。ただちに北海道同行会は解散した。